# Sainte-Colombe (Côte-d’Or)
Sainte-Colombe település Franciaországban, Côte-d’Or megyében. Lakosainak száma 52 fő (2022. január 1.). Sainte-Colombe Marigny-le-Cahouët, Arnay-sous-Vitteaux, Braux, Clamerey és Velogny községekkel határos.

## Népesség
A település népessége az elmúlt években az alábbi módon változott:
| Lakosok száma | 56   | 45   | 53   | 67   | 56   | 57   | 57   | 58   | 56   | 52   |
|               | 1968 | 1982 | 1990 | 2006 | 2013 | 2015 | 2017 | 2019 | 2020 | 2022 |